# Earl of Clanricarde

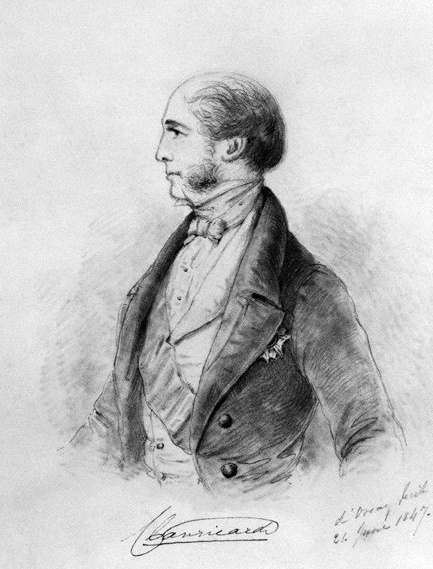
Ulick de Burgh, 1. Marquess of Clanricarde (dritte Verleihung)

Earl of Clanricarde ist ein erblicher Adelstitel, der zweimal in der Peerage of Ireland geschaffen wurde.

## Verleihungen und weitere Titel
In erster Verleihung wurde der Titel am 1. Juli 1543 für Ulick na gCeann Burke geschaffen, zusammen mit dem nachgeordneten Titel Baron of Dunkellin, beide in der Peerage of Ireland.
Dessen Urenkel, der 4. Earl, wurde am 3. April 1624 zum Viscount Tunbridge und Baron of Somerhill sowie am 23. August 1628 zum Earl of St. Albans, Viscount Galway und Baron of Imanney erhoben. All diese Titel gehörten zur Peerage of England.
Dessen Sohn, der 5. Earl, wurde am 21. Februar 1646 in der Peerage of Ireland zum Marquess of Clanricarde erhoben. Um 1650 erbte er zudem von seinem Cousin den am 20. April 1629 in der Peerage of Ireland geschaffenen Titel 3. Viscount Bourke of Clanmories. Bei seinem Tod 1657 erloschen das Marquessate sowie die englischen Titel von 1624 und 1628. Die übrigen, irischen Titel erbte sein Cousin zweiten Grades als 6. Earl.
Der 12. Earl wurde am 17. August 1789 in zweiter Verleihung in der Peerage of Ireland zum Marquess of Clanricarde erhoben. Das Marquessate erlosch bei seinem Tod 1797, die übrigen Titel erbte sein Bruder als 13. Earl.
Dem 13. Earl wurde am 29. Dezember 1800 in zweiter Verleihung erneut der Titel Earl of Clanricarde in der Peerage of Ireland verliehen, diesmal mit dem besonderen Zusatz, dass dieser in Ermangelung eigener männlicher Nachkommen auch an seine Töchter Lady Hester Catherine de Burgh (Gattin des Howe Browne, 2. Marquess of Sligo) und Lady Emily de Burgh und deren männliche Nachkommen vererbbar seien.
Der 14. Earl wurde am 26. November 1825 in dritter Verleihung in der Peerage of Ireland zum Marquess of Clanricarde sowie am 13. Dezember 1826 in der Peerage of the United Kingdom zum Baron Somerhill, of Somerhill in the County of Kent, erhoben. Mit letzterem Titel war ein erblicher Sitz im House of Lords verbunden.
Beim Tod seines jüngeren Sohnes, des 2. Marquess und 15. Earls im Jahr 1916 erloschen alle seine Titel, mit Ausnahme des Earldoms of Clanricarde von 1800, das entsprechend dem besonderen Vermerk dessen Cousin, George Browne, 6. Marquess of Sligo erbte, einem Enkel der Lady Hester Catherine de Burgh. Das Earldom zweiter Verleihung ist seither ein nachgeordneter Titel des Marquess of Sligo.

## Liste der Marquesses und Earls of Clanricarde

### Earls of Clanricarde; erste Verleihung (1543)
- Ulick Burke, 1. Earl of Clanricarde († 1544)
- Richard Burke, 2. Earl of Clanricarde († 1582)
- Ulick Burke, 3. Earl of Clanricarde († 1601)
- Richard Burke, 4. Earl of Clanricarde, 1. Earl of St Albans († 1635) (1628 zum Earl of St. Albans in erhoben)
- Ulick Burke, 5. Earl of Clanricarde, 2. Earl of St Albans († 1657) (1646 zum Marquess of Clanricarde erhoben)

### Marquesses of Clanricarde; erste Verleihung (1646)
- Ulick Burke, 1. Marquess of Clanricarde (1604–1658)

### Earls of Clanricarde; erste Verleihung (1543; Fortsetzung)
- Richard Burke, 6. Earl of Clanricarde († 1666)
- William Burke, 7. Earl of Clanricarde († 1687)
- Richard Burke, 8. Earl of Clanricarde († 1704)
- John Burke, 9. Earl of Clanricarde (1642–1722)
- Michael Burke, 10. Earl of Clanricarde († 1726)
- John Smith de Burgh, 11. Earl of Clanricarde (1720–1782)
- Henry de Burgh, 12. Earl of Clanricarde (1743–1797) (1785 zum Marquess of Clanricarde erhoben)

### Marquesses of Clanricarde; zweite Verleihung (1785)
- Henry de Burgh, 1. Marquess of Clanricarde (1743–1797)

### Earls of Clanricarde; erste Verleihung (1543; Fortsetzung) und zweite Verleihung (1800)
- John de Burgh, 13. und 1. Earl of Clanricarde (1744–1808) (1800 zum Earl of Clanricarde erhoben)
- Ulick de Burgh, 14. und 2. Earl of Clanricarde (1802–1874) (1825 zum Marquess of Clanricarde erhoben)

### Marquesses of Clanricarde; dritte Verleihung (1825)
- Ulick de Burgh, 1. Marquess of Clanricarde, 14. und 2. Earl of Clanricarde (1802–1874)
- Hubert de Burgh-Canning, 2. Marquess of Clanricarde, 15. und 3. Earl of Clanricarde (1832–1916)

### Earls of Clanricarde; zweite Verleihung (1800; Fortsetzung)
- George Browne, 6. Marquess of Sligo, 4. Earl of Clanricarde (1856–1935)
- Ulick Browne, 7. Marquess of Sligo, 5. Earl of Clanricarde (1898–1941)
- Arthur Browne, 8. Marquess of Sligo, 6. Earl of Clanricarde (1867–1951)
- Terence Browne, 9. Marquess of Sligo, 7. Earl of Clanricarde (1873–1952)
- Denis Browne, 10. Marquess of Sligo, 8. Earl of Clanricarde (1908–1991)
- Jeremy Browne, 11. Marquess of Sligo, 9. Earl of Clanricarde (1939–2014)
- Sebastian Ulick Browne, 12. Marquess of Sligo, 10. Earl of Clanricarde (* 1964)

Voraussichtlicher Titelerbe (Heir apparent) ist der Sohn des aktuellen Titelinhabers, Christopher Ulick Browne (* 1988).